# HD 168592
HD 168592，又名CD-3812729，SAO 210048、HR 6862，是一颗恒星，视星等为5.1，位于銀經355.12，銀緯-11.35，其B1900.0坐标为赤經18h 15m 24.9s，赤緯-38° -11.35′ 7″。